# パントナガル

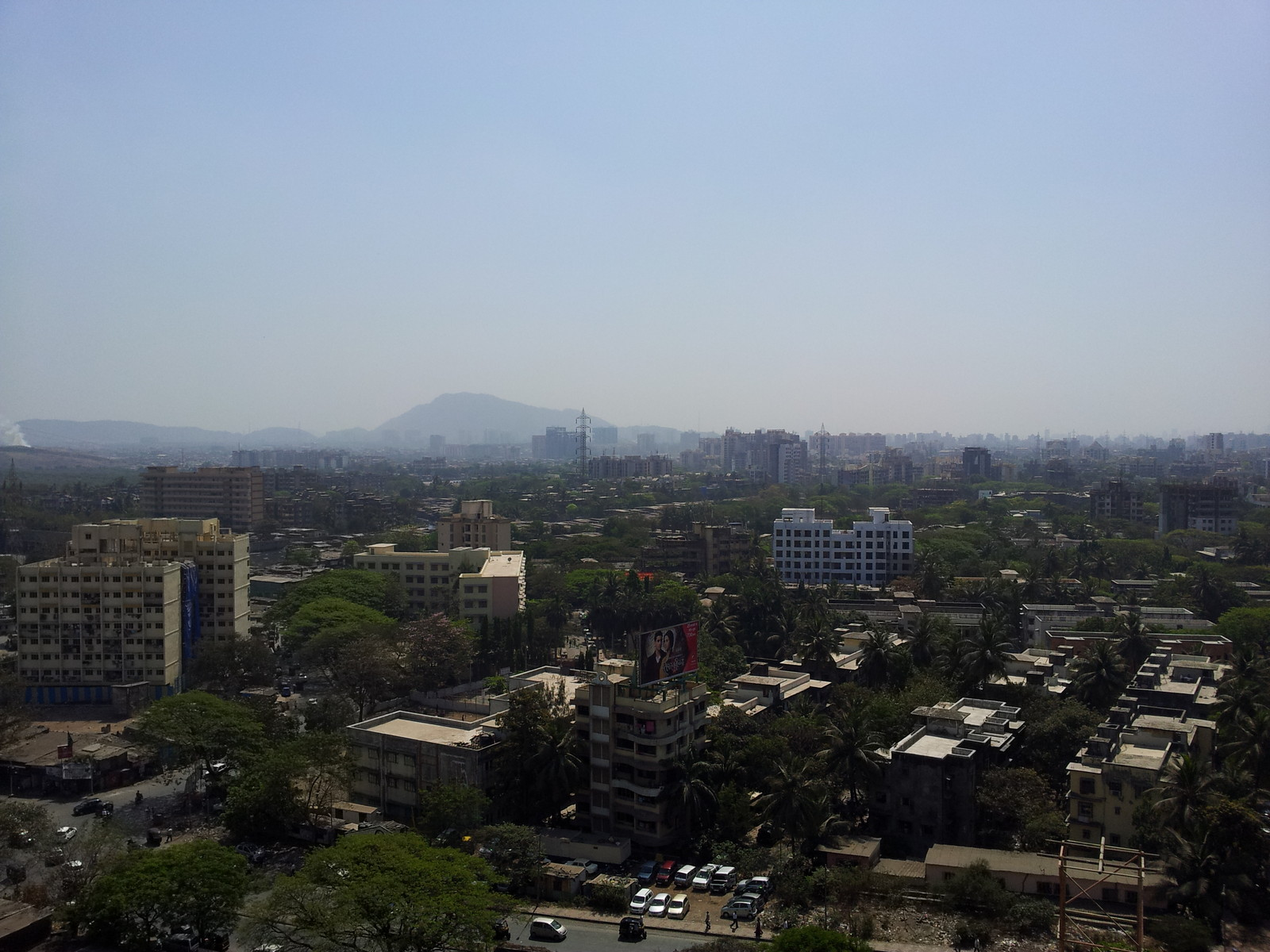

パントナガル（英語：Pantnagar、ヒンディー語：पंतनगर）はインド・ウッタラーカンド州にある都市である。「パントナガール」と表記されることもあるが、ヒンディー語の発音に従うと、「パントナガル」と表記される。
パントナガルは1960年にインドで最初の農業大学が設立されたことで有名な都市である。
近年は工業団地が設立され、タタ、バジャージ、ネスレ等の工場がある。